# 504

504(오백사)는 503보다 크고 505보다 작은 자연수다.

## 수학
- 합성수로, 그 약수는 총 24개다. (1, 2, 3, 4, 6, 7, 8, 9, 12, 14, 18, 21, 24, 28, 36, 42, 56, 63, 72, 84, 126, 168, 252, 504)
  - 504의 진약수의 합은 1056이므로, 504는 과잉수다.
- 13번째 트리보나치 수다. 앞의 트리보나치 수는 274, 다음은 927이다.
- 16번째 헵타나치 수다. 앞의 헵타나치 수는 253, 다음은 1004다.
- {\displaystyle 504=7\times 8\times 9}
  - 연속하는 세 자연수의 곱으로 나타낼 수 있으며, 이 성질을 지닌 앞의 수는 336, 다음 수는 720이다.
- {\displaystyle 504=6^{2}+12^{2}+18^{2}}
  - 공차가 6인 세 자연수의 제곱합으로 나타낼 수 있는 수다. 이 성질을 지닌 앞의 수는 435, 다음 수는 579다.
  - 연속하는 세 개의 {\displaystyle 6n}({\displaystyle n}은 자연수)의 제곱합으로 나타낼 수 있는 가장 작은 수다. 이 성질을 지닌 다음 수는 1044다.
- {\displaystyle 55^{2}-1}은 504로 나누어떨어진다.

## 과학·기술
- NGC 504(영어판): 물고기자리 방향에 있는 렌즈형은하.
- HTTP 504 (Gateway Timeout→게이트웨이 시간 초과): HTTP에서 서버가 게이트웨이나 프록시 역할을 하고 있거나, 또는 업스트림 서버에서 제때 요청을 받지 못했을 때의 상태 코드.

## 교통
- 국도 제504호선
  - 일본 504번 국도(일본어판): 가고시마현 가노야시에서 이즈미시까지 이어지는 일본의 국도.
- 기타 도로
  - 504번 지방도: 충청북도 청주시 흥덕구 오송읍 동평리에서 오송리까지 이어지는 대한민국의 지방도.
  - 현도 제504호선

## 군사
- U-504(영어판, 독일어판): 제2차 세계 대전에 사용된 나치 독일의 군용 잠수함.

## 문화유산
- 대한민국의 보물 제504호: 영광 신천리 삼층석탑
- 대한민국의 사적 제504호: 합천 해인사

## 방송
- 스카이라이프의 시네마천국 채널 번호.
- KT HCN의 SBS 골프 2 채널 번호.

## 기타
- 날짜: 5월 4일
- 연도: 504년, 기원전 504년